# Cisteller de Cory
El cisteller de Cory (Asthenes coryi) és una espècie d'ocell de la família dels furnàrids (Furnariidae). Ha estat ubicat al gènere Schizoeaca.

## Hàbitat i distribució
Habita zones de sotabosc dens, arbusts, arbres i praderies humides dels Andes del nord-oest de Veneçuela.